# Monsters Vs. Aliens: Mutant Pumpkins From Outer Space
Monsters vs. Aliens: Mutant Pumpkins from Outer Space (en España: Monstruos contra alienígenas: Calabazas mutantes del espacio exterior y en Hispanoamérica: Monstruos vs. Aliens: Calabazas mutantes del espacio exterior) es un especial de televisión de Halloween de 2009. Fue producida por Dreamworks Animation y dirigida por Peter Ramsey. El especial se estrenó en Irlanda en RTÉ One, el 26 de octubre de 2009 y se emitió en Estados Unidos en la cadena NBC, el 28 de octubre de 2009. En España fue transmitida por Antena 3.

## Argumento
Después de lo transcurrido de Monsters vs Aliens, Susan Murphy / Genórmica y el equipo monstruo del ÁREA-52 se convierten en agentes especiales del gobierno de los Estados Unidos, en contra de cualquier invasión alienígena, comandados por el General W.R Monger.
En las vísperas de Halloween, en la Granja de Calabazas del Granjero Jeb, un platillo volador desecha una sustancia alienígena sobre el campo de las calabazas, alertando al granjero Jeb de que alguien estaba allí, al ver que no, regresa a su granja, cuando fue atacado por una de ellas (la más grande de todas). Es entonces cuando es alarmado de la llegada de una fuerza alienígena mutante sobre las calabazas, y que su centro de ataque sería Modesto, California; pueblo natal de Genórmica. Mientras tanto los Monster se preparan para pedir dulces de Halloween después de 50 años, por ejemplo, El Eslabón Perdido está entrenando para asustar a la gente, B.O.B. está emocionado por pedir dulces, Insectosaurio se prepara para vestirse de Elvis Presley, Genórmica está esperando la fiesta de halloween de sus padres y preparando su disfraz de porrista zombi, y el Dr. Cucaracha está deprimido por lo que le hicieron de niño.
Es entonces cuando el General les informa lo que esta por suceder en Modesto, y les da la tarea de salir "normalmente" a pedir dulces, cuando en realidad, van investigar la fuerza de la sustancia alienígena en cada casa, y les encargó que no le dijeran a los Murphy de lo que estaba por suceder; fue entonces cuando los 4 se dividieron a investigar, pero Genórmica fue directamente a la Granja de Jeb. Mientras tanto los 3 monstruos restantes, se olvidaron de la investigación, y fueron a pedir dulces normalmente.
Mientras tanto, la calabaza mayor despertó a la realidad, y empezó a destruir la casa donde se hallaba, y junto a ella despertaron todas, empezando a invadir las casas y atacando a los niños, comiéndose sus dulces, y entre más comían los dulces robados a los niños, ellas aumentaban de tamaño, y ahora ya más grandes, empezaron a diseñar su maléfico plan, pero B.O.B. metió la pata cuando les dijo que no podían acabarse los dulces de la ciudad, y les enseñó la casa de los Murphy, dandolés a entender que allí si se los podían acabar, porque ellos tenían un centenar de dulces para su fiesta .
El ejército mutante de calabazas se dirigía a la casa de los Murphy, cuando fue detenido por los monstruos y los niños, y Genórmica los incitó a luchar, provocando que todas ellas se unieran para formar un gran luchador calabaza, lideradas por la mayor. Fue cuando comenzó la batalla (otra vez) de los monstruos contra los alienígenas, con la ayuda de los niños.

## Reparto
- Reese Whiterspoon - Susan/Ginormica
- Seth Rogen - B.O.B.
- Hugh Laurie - Dr. Cucaracha
- Will Arnett - El eslabón perdido
- Kiefer Sutherland - General W.R. Monger

## Planificación
El 15 de junio, el CEO de Dreamworks Animation, Jeffrey Katzenberg, anunció que sacaría 2 programas televisivos de dos películas, para Halloween y Navidad, que sería por parte de Madagascar y Monsters vs Aliens, este último dijo que sería un programa piloto para poder producir, junto con la cadena televisiva Nickelodeon, una serie televisiva a base de la película y del programa, al igual que Kung Fu Panda, que está programada para producir y salir al aire para el 2011.
Oficialmente, el 16 de octubre, la página oficial de la película presentó un cuadro en donde se informaba el estreno nacional del programa, al igual que estrenó 5 clips en diversas páginas de internet de lo que hoy se trata el especial.

## Nueva película
En junio de 2014, se anunció el estreno de  Monsters vs. Aliens: Mutant Pumpkins From Outer Space , el 1 de mayo de 2015 en IMAX 3D, con Jenny Lerew dirige la película. Mirellie Soria es contratada para producir la película. En agosto de 2014, se anunció que Mark Swift, Peter Ramsey y Lerew se unían a Soria como productores. Steven y Connie aparecían originalmente en la película. Sin embargo, debido a la reestructuración del estudio, Pacific Data Images se cerró el 22 de enero de 2015, después, cancelaron Monsters vs. Aliens: Mutant Pumpkins From Outer Space.

## Serie
El 10 de abril de 2017, DreamWorks Animation fue anunciado que Monsters contra Aliens: Mutant Pumpkins del espacio exterior se estrenará en 2018 o 2019, con Tim Johnson y Suzanne Buirgy sirve como el productores ejecutivos. En el 23:00, se anunció que Christopher Jenkins y Mirille Soria eran producir la película. Netflix se emitió originalmente la serie, con Francia 3 al aire la serie a finales de 2019.

## Spin-off
El 10 de abril de 2017, Dreamworks Animation también anunció que el lanzamiento de spin-off en mayo de 2019 sobre las zanahorias zombi, con Tim Burton adjunto para dirigir la película. Esta es la primera película de DreamWorks Animation que tiene un director Tim Burton, y esta es la primera película de DreamWorks Animation dirigida por Tim Burton.

## Sitios Externos
- Nickelodeon Nickelodeon orders pilot for Monsters vs. Aliens
- Preview Monsters Vs. Aliens: Mutant Pumpkins From Outer Space Archivado el 31 de octubre de 2009 en Wayback Machine.

- Datos: Q3866186